# Пратс Сока, Хорхе Луис
Хорхе Луис Пратс Сока (исп. Jorge Luis Prats Soca; род. 3 июля 1956, Камагуэй) — кубинский пианист.

## Биография
Окончил кубинский Высший институт искусства (1976), где среди его наставников были Сесар Перес Сентенат и Маргот Рохас Мендоса. Затем учился в Московской консерватории у Рудольфа Керера, в Парижской консерватории у Магды Тальяферро и в Венской академии музыки у Пауля Бадуры-Скоды.
В 1977 г. завоевал первую премию Международного конкурса имени Маргерит Лонг и Жака Тибо в Париже, получил также специальные премии за исполнение произведений Мориса Равеля и Андре Жоливе. Удостоен ряда кубинских государственных наград, в том числе Государственной премии Кубы (2004).
Пратс осуществил целый ряд записей, среди которых выделяются этюды Александра Скрябина. В разные годы он преподавал в Гаване, Боготе, Мехико, Кордове и Торонто. В настоящее время живёт в США в городе Хайалиа.